# 中川久遠
中川 久遠（なかがわ ひさとお）は、江戸時代中期の豊後国岡藩主家の人物。8代藩主中川久貞の嫡子であった中川久徳の子。1783年に廃嫡された父に代わって祖父の継嗣（嫡孫承祖）となるが、まもなく没した。

## 略歴
安永3年（1774年）1月11日、岡藩嫡子中川久徳（8代藩主中川久貞の次男）の子として江戸に誕生。母は側室福原氏。なお、幕府には明和6年（1769年）の生まれとして届け出がなされている（官年）。
久貞は久徳と不和となり、天明3年（1783年）に久貞は久徳を廃嫡した。ただしこのことは家老たちの中に反発を招き、混乱が生じる。天明4年（1784年）2月29日、嫡子（嫡孫承祖）とする願い出が承認される。同年11月15日、実名として久遠が選定される（同時に弟の香橘の実名は久持と定められた）。天明5年（1785年）3月には眼病を理由として将軍家への御目見の延期を申し出ている。
天明6年（1786年）10月20日死去。公式には18歳とされていたが、実際には13歳であった。代わって、弟の香橘（久持）が嫡孫となるが、この年9月8日には将軍徳川家治の死去が公表されており、忌中のために嫡孫の届け出は遅れることになった。